# The Mary Onettes
The Mary Onettes é um quarteto sueco composto por Philip Ekström (vocais e guitarra), Petter Agurén (guitarra), Henrik Ekström (baixo) e Simon Fransson (bateria).
The Mary Onettes é uma das bandas que associam com perfeição o indie pop atual com, pelo menos, trinta anos de história musical. Uma colcha de retalhos bem tecida e que emociona como há muito tempo não se fazia. Um som que faz jus às melhores bandas do cenário musical da atualidade.

## Discografia
- Hit The Waves
- Island
- The Mary Onettes
- Lost EP
- Void EP
- Make Me Last EP